# 北建武郡
北建武郡，中国南北朝时设置的郡。
南朝齐高帝建元元年（479年）设置宁蛮校尉，同时设置北建武郡，地属平蠻府。在今湖北省襄阳市一带，下辖东苌秋县、霸县、西苌秋县、北鄀县、高罗县、平丘县六县。南梁、南陈废北建武郡。